# 榕城通
榕城通（英語：Rongcheng Universal Card），原稱榕城一卡通，是在福州所发行的一种非接触式储值IC卡，由福州市民卡有限公司（原福州榕城一卡通有限责任公司）运营维护，主要用于乘坐福州市内的公共交通工具。

## 历史
2007年，由天津市通卡公用网络系统有限公司和福州公交集团组建的福州榕城一卡通有限责任公司成立并开始发售榕城通IC卡，用以替代此前农业银行福州分行和福州公交集团发行的用于乘坐福州市区公交的金穗IC卡，并在同年12月27日起为金穗IC卡提供免费更换服务。

## 卡种

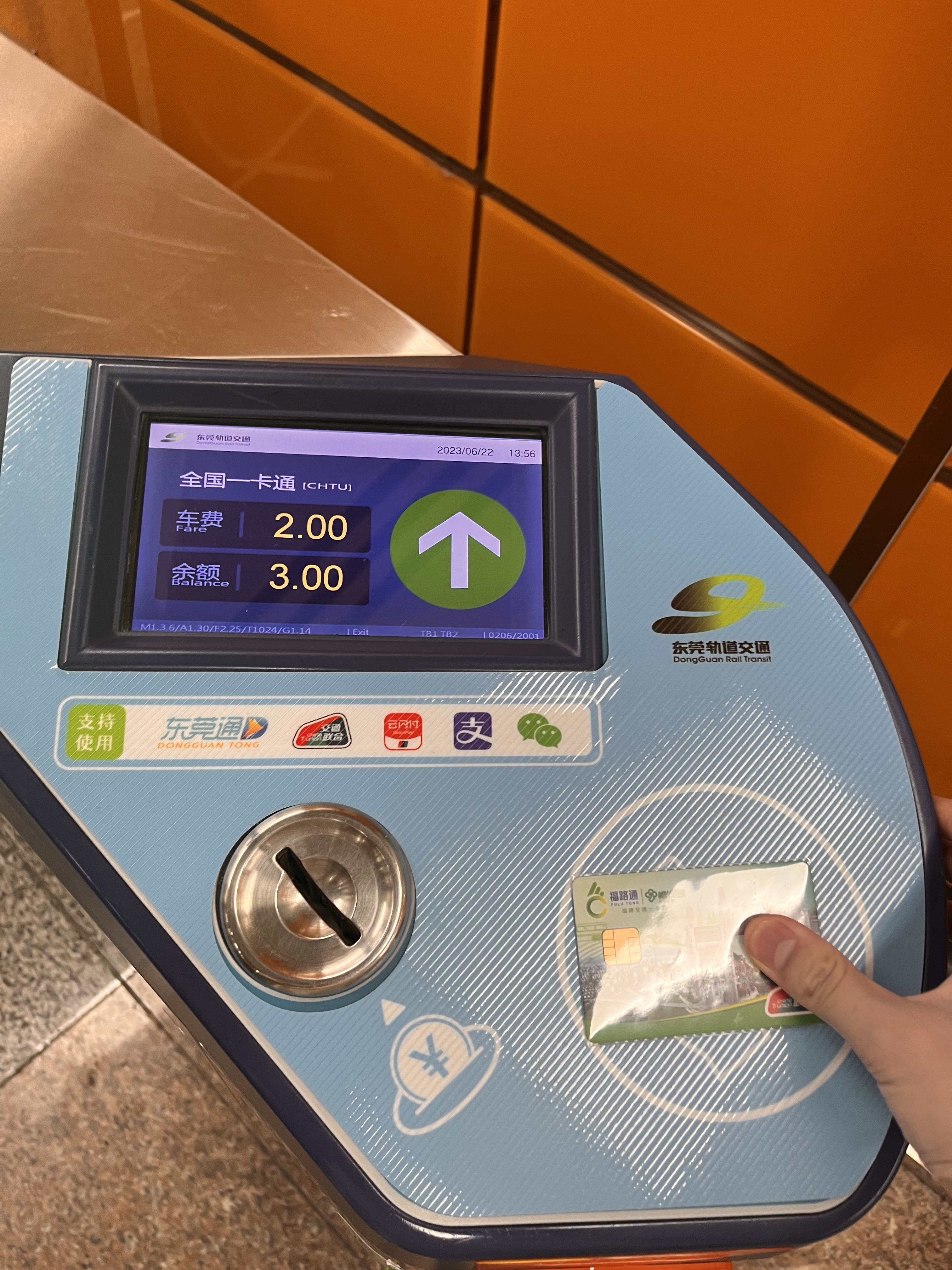
使用福路通·榕城通在东莞轨道交通2号线出站

按技术分类可分为M1逻辑加密卡和CPU卡，在2013年前发售的榕城通均为逻辑加密卡。M1卡目前已停止使用，存量卡片可免费更换为CPU卡。
普通卡
售价/押金：20元。旧称：打折卡，不记名、不挂失，可乘坐福州市内所有已安装刷卡机的公交车和福州地铁，13年后发行的普通卡支持住建部全国城市一卡通互联互通功能。
退卡时若购卡不满一年，扣去购卡时所交押金6元作为卡片成本费，满一年后退卡按照每月0.5元逐月扣取直至扣完20元，退卡后卡内余额与剩余押金一并退还用户。
纪念卡和异形卡
售价不一，使用方法及优惠政策按照普通卡执行，此类卡片不可退卡，3年后发行的纪念卡和异形卡同样支持住建部全国城市一卡通互联互通功能。
月票卡
押金：28元。分学生月票卡（25元/月）和成人月票卡（50元/月），需实名登记和年检，每月可使用月票乘坐福州市区内（不含闽运公交长乐公司及长乐航旅公交）1元一票制公交车100次。同时卡内含有电子钱包区可用于在当月未充或用完月票的情况下视同普通卡乘坐公交车和福州地铁，不支持城市互通功能。
福州市敬老卡
免费提供给福州市70周岁以上老人，乘坐公交车（有限制）和在非高峰时段乘坐福州地铁免费，不支持城市互通功能。
福路通•榕城通

福路通·榕城通2版普通卡卡样
（此卡面現已停止發行）

为福路通卡种之一，福州公交和福州地鐵优惠方式参照普通卡。除可在公共交通工具上使用外还可在高速公路、停车场和小额支付场所使用，在此基础上支持交通部全国交通一卡通互联互通功能。
新福卡
向未满65周岁户口新迁移至福州市域（福州六区六县）内的人员（含集体户）或全日历本科以上学历在福州市域内就业的应届高校毕业生且已缴纳三个月福州市或福建省养老保险的人员发放。符合条件人员需在在1年内向福州市民卡有限公司提出申请办理新福卡。办理成功持新福卡虚拟卡（二维码）或实体卡可享受福州市域内公交、地铁三年内刷卡免费待遇。申请实体卡需提供15元制卡工本费，申请虚拟卡无需工本费。
福馬同城通
持有「臺灣居民來往大陸通行證」或「中華人民共和國臺灣居民居住證」的馬祖戶籍的台灣居民，可免費辦理。除了優惠乘坐地鐵和公交，還可免費遊覽福州四大文化景點，享受指定酒店住宿優惠，子女就學、就業創業等業務專線咨詢，快捷入住臺胞免租房，享受市政務服務中心無償代辦服務。

## 使用范围及优惠
截至2019年2月，榕城通可在福州市内如下范围使用：
| 运营企业/交通工具名称 | 是否支持月票/优惠情况                                                                                      | 备注                                                                              |
| --------------------- | --- | --------------------------------------------------------------------------------- |
| 福州地铁              | - 9折优惠                                                                                                  | 给予福路通·榕城通卡和榕城通普通卡优惠                                             |
| 福州公交集团          | - 1元一票制线路：可用月票/9折优惠 - 2元一票制线路：9折优惠 - 3元一票制：7折优惠 - 201路：5元一票制，无优惠 | 包括闽侯惠民巴士及马尾惠民巴士。 63路及193路虽为5元一票制线路但不支持榕城通刷卡。 |
| 福州康驰新巴士        | - 1元一票制线路：可用月票/9折优惠 - 2元一票制线路：9折优惠 - 3元一票制：7折优惠                            |                                                                                   |
| 福州闽运公交          | - 1元一票制线路：可用月票/9折优惠                                                                          |                                                                                   |
| 华威公交              | - 2元一票制线路：9折优惠                                                                                   |                                                                                   |
| 马尾公交              | - 1元一票制线路：可用月票/9折优惠                                                                          |                                                                                   |
| 晋安河游船            | - 9折优惠                                                                                                  | 非公共交通工具，刷卡用于购买船票，不支持非榕城通互通卡。                          |
| 长乐闽运公交          | - 所有已安装刷卡机线路均为9.5折优惠                                                                        |                                                                                   |
| 长乐航旅公交          | - 无折扣                                                                                                   |                                                                                   |
| 连江闽运公交          | - 所有已安装刷卡机线路均为9.5折优惠                                                                        | 2017年5月启用                                                                     |
| 永泰闽运公交          | - 所有已安装刷卡机线路均为9.5折优惠                                                                        | 2017年9月启用                                                                     |
| 闽清公交              | - 所有已安装刷卡机线路均为9折优惠                                                                          | 2017年9月启用                                                                     |

### 换乘优惠
持用普通卡、成人月票卡以及福路通•榕城通卡在乘坐福州市本级公交企业:
- 福州公交集团（包括闽侯惠民巴士及马尾惠民巴士）

- 福州康驰新巴士

- 福州闽运公交

- 福州华威公交（全线）

以上企业所属已安装刷卡机线路中的的所有1元一票制和2元一票制线路间换乘或和福州地铁所有线路换乘可享受换乘优惠。执行时间为2020年3月30日至2029年12月31日。

#### 换乘规则
持用同一张榕城通卡在第一次刷卡后3分钟（含）至90分钟（含）内再次刷卡为一个优惠周期，第二次刷卡时可享受换乘优惠并结束本次优惠周期，待下一次刷卡后重新开始计算新的优惠周期。
优惠方案如下：
- 公交换乘地铁：优惠周期内在原地铁刷卡票价上享受1元优惠。

- 地铁换乘公交：优惠周期内在原公交刷卡票价上享受0.5元优惠。

- 公交换乘公交：优惠周期内第二次刷卡在原票价上享受0.5元优惠。

其中，公交换地铁以公交车刷卡为一个优惠周期的开始，地铁刷卡入闸为一个优惠周期的结束；地铁换乘公交以地铁刷卡入闸为一个优惠周期的开始，公交刷卡为一个优惠周期的结束。
需要注意的是，成人月票卡若当月未充值月票或月票使用完，视同普通卡参与换乘优惠。若使用月票乘坐符合换乘优惠公交车中的1元一票制线路，则该次刷卡只可作为一个优惠周期的开始，即使前一次刷卡与该次刷卡符合换乘规则，也不可作为一个优惠周期的结束来享受换乘优惠。

## 注解
1. 1 2  包括鼓楼区、仓山区、台江区、晋安区、马尾区、长乐区；闽侯县、连江县、闽清县、罗源县、永泰县、福清市。
2. ↑  以2022年5月23日起为认定时间。即应届毕业生毕业时间在2022年5月23日起；新落户人员迁入时间为2022年5月23日起。
3. ↑  仅限由市本级公交企业（福州市公共交通集团有限责任公司、福州康驰新巴士有限责任公司、福州闽运公共交通有限责任公司）运营的一元一票制和两元一票制公交线路。